# 天衢街道
天衢街道，是中华人民共和国山東省德州市德城区下辖的一个乡镇级行政单位。

## 行政区划
天衢街道下辖以下地区：
肖何庄社区、罗庄社区、舜晰苑社区、乾城社区、于赵社区、大院社区、新四合社区村、翟时社区村、索庄社区村、前小屯社区村、七里庄社区村和贾庄社区村。